# Cyclostachya stolonifera
Cyclostachya stolonifera là một loài thực vật có hoa trong họ Hòa thảo. Loài này được (Scribn.) Reeder & C.Reeder mô tả khoa học đầu tiên năm 1963.